# Порфімович Ольга Леонідівна
Ольга Леонідівна Порфімович (нар. 8 січня 1973, Київ) — українська журналістка, педагогиня, професорка, докторка політичних наук.

## Біографія
Народилась 8 січня 1973 року в Києві. Здобула освіти в Київському національному університеті імені Т.Г.Шевченка: 1991–1997 рр. — Інститут журналістики, 1995–2001 — юридичний факультет, 1998–2001 — Інститут міжнародних відносин.
До переходу на викладацьку роботу була кореспонденткою газети «Радянська (Демократична) Україна», провідною спеціалісткою прес-служби апарату Федерації профспілок України, директоркою редакційно-видавничого комплексу корпорації «ІСА», прес-секретаркою Національної ради соціального партнерства при Президентові України.
Співзасновниця і головна редакторка наукового журналу «Наукові записки Київської школи сценування». Адміністративна директорка політичного клубу «Київська школа сценування». Директорка і засновниця ВАТ «ПР-група-30» на ринку реклами та представницьких послуг. З 2000 року працює в Інституті журналістики Київського національного університету імені Тараса Шевченка. Єдина від України виграла урядову програму уряду США на стажування в університеті Флориди в 2009 році.

## Основні наукові праці
- Проблема «експорту злочинності» з країн колишнього СРСР до країн розвиненої демократії (підхід журналіста і правника)
- Духовність як один із напрямів реформування органів внутрішніх справ України
- Навчально-методичний комплекс з дисципліни «Журналістське розслідування» для студентів спеціальності «Журналістика»
- Навчально-методичний комплекс з дисципліни «Конфліктологія» для студентів спеціальності «Журналістика»
- Навчально-методичний комплекс правових (кримінальна проблематика) дисциплін (для студентів спеціальностей «Журналістика» і «Видавнича справа та редагування»)
- Імідж органів внутрішніх справ України (Організація. Управління): Монографія
- Корпоративний імідж міліції України: Монографія
- Імідж і влада
- Корупція: парадоксалізація явища та пошук умовних позитивів
- Проституция: портрет явления в контексте дискуссии «за?» или «против?»
- Жіночий погляд на жіночу злочинність